# Westliche Morava
Die Westliche Morava (serbisch Западна Морава Zapadna Morava) bildet den linken Quellfluss der Morava in Serbien. Sie ist 308 km lang und hat ein Einzugsgebiet von 15.849 km².

## Etymologie
Der Name Westliche Morava in Abgrenzung zur Südlichen Morava hat sich erst im 20. Jahrhundert eingebürgert. Vor allem in der geografischen Literatur des 19. Jahrhunderts findet sich häufig die Bezeichnung Serbische Morawa (serbisch Српска Морава Srpska Morava) in Abgrenzung zu der Bulgarischen Morawa, da die Region zu jener Zeit dem Siedlungsgebiet der Serben zugerechnet wurde.

## Verlauf
Die Westliche Morava entsteht durch das Zusammenfließen der Flüsse Moravica (siehe auch Bezirk Moravica) und Đetinja bei Požega im Okrug Zlatibor. Von dort aus fließt sie in östlicher Richtung nach Čačak, nimmt bei Kraljevo den Ibar auf, fließt an Vrnjačka Banja, Trstenik und Kruševac vorbei, und vereinigt sich schließlich etwas südlich von Varvarin mit der Südlichen Morava (serbisch Južna Morava) zur Großen Morava (Velika Morava).